# Frémyn Roussel
Pour les articles homonymes, voir Roussel.
Frémyn Roussel, ou Frémyre, ou Frémin, est un sculpteur français de la première école de Fontainebleau, connu de 1560 à 1570.

## Biographie
Très peu d'œuvres nous sont parvenues de la main de Frémyn Roussel, malgré son rôle important dans les campagnes de décorations du château de Fontainebleau, auxquelles il participe sous la direction de Primatice dans la décennie 1560. Il est employé à divers travaux de sculptures, dont la réalisation de statues en bois pour le jardin de la reine (1560), de putti au pavillon des peintures (1565-1566), et doit exécuter La Religion et La Justice sur la corniche de l'aile de la Belle Cheminée (1570).
L'une de ses rares œuvres sûres est un Ange rappelant sur une tablette la mémoire du roi François II. Ce génie funéraire en marbre de Carrare fut commandé par l'administration des Bâtiments du roi pour le tombeau du cœur de François II, qui devait être installé dans la cathédrale d'Orléans, et édifié sur des projets de Primatice. Celui-ci, chargé officiellement le 5 décembre 1560 de faire réaliser le monument, avait imaginé une colonne de marbre, surmontée d'un ange en cuivre, et cantonnée de trois génies funéraires postés sur un socle triangulaire. Roussel fut chargé du génie de l'Histoire, tandis que les deux autres devaient être sculptés par Girolamo della Robbia (deux génies assis sur des têtes de mort), mais le décès de ce dernier obligea à modifier le projet initial, connu cependant par une maquette de plâtre réalisée par Jean Picard. À la place des génies funéraires, on décide d'installer trois putti sculptés par Ponce Jacquiot pour le tombeau de François Ier à Saint-Denis, mais qu'un changement de projets laissa là encore orphelins. Le monument final fut installé dans l'église des Célestins de Paris en 1572. La sculpture de Roussel, déjà réalisée et pour lequel il fut payé en 1563 et 1565, resta isolée. Elle fut alors déposée à Saint-Denis comme une œuvre autonome. Transférée au dépôt des petits Augustins après la Révolution, elle fut attribuée au musée du Louvre à la Restauration, et rejoignit les collections du musée en 1821. La sculpture reprend librement le modèle antique du Tireur d'épines, réinterprété par un dessin du Primatice dont Roussel s'est probablement inspiré.
La seule autre œuvre connue de Frémyn Roussel est un bas-relief représentant La Charité, sculpté au pourtour inférieur du tombeau de Henri II et Catherine de Médicis à l'abbaye de Saint-Denis. Cette œuvre s'inscrit avec d'autres bas-reliefs dans un programme illustrant les différentes vertus, les autres étant sculptées par Laurent Regnauldin. Sur la base de cette œuvre sûre lui a été attribué un bas-relief ovale en marbre représentant Psyché aux Enfers (Écouen, musée national de la Renaissance). 
Jacques-Juste Barbet de Jouy et Stanislas Lami avaient par ailleurs attribué à Roussel un bas-relief en marbre illustrant Le Réveil d'Ariane ou Le Réveil des nymphes (Paris, musée du Louvre), proche d'un dessin inversé du Primatice. Acquis par Alexandre Lenoir au marbrier Balleux le 7 mai 1798, il est aujourd'hui attribué à Jean Goujon ou à Pierre Bontemps.